# Larry Cedar
Larry Cedar (nascido em 06 de marco de 1955) é um ator e dublador estadunidense.

## Vida e carreira
Larry passou seis temporadas em Nova York, estrelando a série premiada do canal PBS Square One TV e mais tarde estrelou 40 episódios na série de televisão da Fox  A.J. s Time Travelers.
Em 2010, Cedar teve um papel em The Crazies, um filme onde ele fez o papel de Ben Sandborn fazendo parte do elenco principal. Ele também interpretou o personagem Cornelius Hawthorn pai de Chevy Chase na série Community.
Em agosto de 2008, Cedar fez uma aparição no filme Towelhead , a estréia foi na direção de Alan Ball (criador de Six Feet Under). Ele recentemente co-estrelou ao lado de Adrien Brody como o demente Chester Sinclair no filme Hollywoodland com Ben Affleck e Diane Lane, o filme é no formato noir filme e foi dirigido por Allen Coulter e recorreu por três temporadas como Leon na série da HBO Deadwood. Trabalho característica independente inclui o premiado curta chamado Tel Aviv. Cedar também se destaca na área de dublagens, emprestando suas caracterizações vocais para centenas de comerciais, séries de desenhos animados e video games.

## Filmografia

### Filmes
- The Crazies - Diretor Ben Sandborn
- National Treasure: Book of Secrets - Control Room Guard
- Towelhead - Photographer
- Hollywoodland - Chester Sinclair
- Paparazzi - Charlie
- Fear and Loathing in Las Vegas - Car Rental Agent
- Twilight Zone: The Movie - Creature on the Wing (Episódio #4)
- Constantine - Vermin Man
- Pinocchio's Revenge - District Attorney
- The Gingerdead Man - Jimmy Dean
- The Master of Disguise - Businessman
- Demonic Toys - Peterson
- C.H.U.D. II: Bud the C.H.U.D. - Graves
- The London Connection - Roger Pike
- Dreamscape - Snakeman

### Televisão
- House MD 6ª Temporada, Episódio "Santa Ingnorância"
- Charmed
- Deadwood - Leon (3 temporadas)
- State of Mindd - Larry Carson
- The Riches - Karl
- Boston Legal - Robert Hooper
- Saved by the Bell - Mystery Weekend
- Without a Trace - Ray Pallidies
- Square One TV - Persogem Recorrente
- Star Trek: Deep Space Nine - Nydrom
- Star Trek: Voyager - Tersa
- Star Trek: Enterprise - Tessic
- W*A*L*T*E*R Zipkin
- Community - Cornelius Hawthorne

### Video games
- SOCOM II: US Navy SEALs - Vandal
- SOCOM: Combined Assault - Vandal
- EverQuest II - Diversos Personagens
- Marvel: Ultimate Alliance -Loki
- Tony Hawk's Pro Skater 4 -
- Tony Hawk's Underground - The Skater
- Tony Hawk's Underground 2 -
- Ultimate Spider-Man - Vozes Adicionais